# ورزش در مالزی
ورزش در مالزی (انگلیسی: Sport in Malaysia) بخش مهمی از فرهنگ در مالزی است. ورزش در مالزی، هم از لحاظ مشارکت کننده و هم از لحاظ داشتن تماشاگر، طرفدار زیادی دارد. قشرهای مختلف مالزیایی برای تفریح و رقابت در گونه‌های زیادی از ورزش شرکت می‌کنند. در جامع‌ترین تعریف از ورزش-تمرین بدنی از همه نوع-چهار ورزش تفننی که در بین عموم مردم مالزی طرفدار زیادی دارند پیاده‌روی، نرمش هوازی، تمرینات قدرتی و دویدن هستند. سایر ورزش‌های پرطرفدار شامل دوچرخه‌سواری، شنا، صعود ورزشی، کمپینگ، بولینگ، پیاده‌گردی، ماهیگیری، غواصی اسکوبا و پاراگلایدر می‌باشند.
از لحاظ تماشاگر، ورزش‌های پرتماشاگر با بیشترین طرفدار شامل فوتبال، هاکی روی چمن، راگبی ۱۵ نفره، بدمینتون، والیبال، هندبال، بسکتبال و هنرهای رزمی ترکیبی می‌باشند. مالزی میزبان چند رویداد ورزشی مهم از جمله بازی‌های کشورهای همسود در ۱۹۹۸ بود.